# Tuesday Wonderland
Tuesday Wonderland is een studio-album van het Esbjörn Svensson Trio. Het verscheen in maart 2006. Voor het album ontving het trio de gyllene skivan en de Grammis (Zweedse variant van de Grammy awards) voor jazz van 2006. Het album haalde in september 2006 in Zweden de elfde plaats (5 weken notering) in de Zweedse albumlijst.

## Muziek
| Nr. | Titel                        | Duur |
| --- | ---------------------------- | ---- |
| 1.  | Fading Maid Preludium        | 4:10 |
| 2.  | Tuesday Wonderland           | 6:30 |
| 3.  | The Goldhearted Miner        | 4:51 |
| 4.  | Brewery Of Beggars           | 8:22 |
| 5.  | Beggar's Blanket             | 2:53 |
| 6.  | Dolores In A Shoestand       | 8:52 |
| 7.  | Where We Used To Live        | 4:25 |
| 8.  | Eighthundred Streets By Feet | 6:47 |
| 9.  | Goldwrap                     | 3:59 |
| 10. | Sipping On The Solid Ground  | 4:32 |
| 11. | Fading Maid Postludium       | 5:08 |

## Musici
- Esbjörn Svensson Trio
  - Dan Berglund – contrabas
  - Magnus Öström – drums
  - Esbjörn Svensson – piano